# 事
事（こと）、事（じ）。

## 概要
以下は新漢語林（2008年）から引用した字義。
1. こと。ものごと。ことがら。しごと、つとめ。できごと。まつりごと。
2. こととする（こととす）。専念する。努め行う。
3. つかえる（つかふ）。
4. 用いる。使う。使役する。
5. とどまる。

大辞泉では主に二つの用法がある。
1. 抽象的なもの（思考・意識の対象や、現象・行為・性質など）。
2. 形式名詞（他の語句が表す行為や事態の体言化）。

## 語源
日本語の「こと」は、言（こと）と同語源である。

## 字源
「事」はもと「吏」と同一の字で、秦の時代に分化した。形の起源としては、史官を象徴するある種の道具を手に持ったさまを象るとされるが、具体的な由来は明らかではない。

## 仏教
事（じ）は理に対する言葉。
事は個別的具体的な事象・現象を意味し、理は普遍的な絶待・平等の真理・理法を指す。このような概念はインド仏教では顕著ではなく、また漢訳仏典にも現れない中国仏教に独特のものである。

ことに華厳では、事と理は融通無碍の関係にあると説き、四法界や三重観門などの教理を作り上げて、普遍的な理と個別的具体的な事とか一体にして不可分であることを強調した。
- 顕教では、因縁を離れた無為法を理として、因縁によって生ずる有為法を事する。

- 密教では、理を摂持の義と解して、一切の事相がおのおのその体を摂持するから、これを理として、理の体を地水火風空識の六大とする。